# Marsk
Denne artikel handler om biotopen marsk. For marsk som titel på hærfører, se rigsmarsk
En marsk er i økologien en biotop, der danner randzone mellem et fladvandet hav og fast land.
Ordet marsk hedder på gammeldansk mersk, vestjysk mærsk, oldnordfrisisk mersk og på mnty. mersch.
Marsk betegner de lavtliggende, frugtbare landstrækninger med lerbund ved Vesterhavets kyster i modsætning til den højere liggende, mindre frugtbare gest med jordbund af morænesand eller glacialt flodsand. Lerbunden skyldes stadige oversvømmelser af de lavtliggende strækninger. Vandet medfører lerpartikler af uorganisk og organisk oprindelse (slik eller klæg), som bundfældes og efterhånden ophober sig til et mere eller mindre tykt lerlag. Dannelsen af lerstrand er ikke noget særegent for marsken, men foregår mange andre steder, men i mindre stil, fx i rolige vige og steder, hvor hverken bølgegang eller strøm er stærk nok til at hindre tæt plantevækst. Planterne bremser nemlig vandets afløb og skaber rolige forhold, hvilket fremmer bundfældningen. Ved Vesterhavets kyster sker en særligt effektiv dannelse af marsk. Årsagen er det stærke tidevand, hvor der sker en daglig tilførsel af sediment. Også i flodmundingerne finder der marskdannelse sted, så langt, som tidevandet når. Det ses eksempelvis langs Elben, Weser og Rhinen.

## Udbredelse
Marsk findes udbredt i Danmark, Tyskland og Nederlandene, hvor de kaldes polder.

## Marskdannelsen
Man skelner mellem forskellige typer marsk saltvandsmarsk, brakvandsmarsk samt ferskvands- eller flodmarsk. Der er store forskelle mht. de plantearter, man finder i de forskellige marsktyper.

### Saltvandsmarsk
Saltvandsmarsk findes i Danmark ved Nissum Bredning, på østkysten af Fanø og den over for liggende kyst af fastlandet. På steder, hvor der er stor forskel på ebbe og flod, ligger betydelige strækninger (vaderne) tørre ved ebbetid. Her findes en rig dyreverden, fx orme og krebsdyr, der hjælper til at sammenkitte slikken, ligesom dyrenes ekskrementer gør slikken frugtbar. Større rolle spiller dog planterne, der efter aftagende dybde ind mod land danner flere karakteristiske bælter. På dybest bund, der ved ebbetid kun delvis tørlægges, vokser foruden alger næsten kun hav-bændeltang (Zostera marina f. angustifolia). Tangskovene kan være så frodige, at de ved ebbe ligner grønne enge. Tangen virker stærkt sliksamlende og bidrager således til, at bunden med tiden bliver forhøjet, hvilket skaber betingelserne for, at det næste bælte kan opstå. I dette er kveller den fremherskende plante. Først findes den i spredte eksemplarer, derefter i tæt bevoksning. Mange steder har man for at forøge sliksamlingen ført tætliggende grøfter vinkelret ud fra kysten. I disse grøfter vokser kvelleren meget frodigt og samler store mængder af slik, der med mellemrum kastes op på ryggene mellem grøfterne. Kvellerbæltets inderste rand falder tæt uden for grænsen for normalt højvande. Når bunden er højnet så meget, at den ved flod kun dækkes af omkring 30 cm vand, er der grobund for tuer af andel-græs. Dette græs breder sig kraftigt med lange udløbere. Tuerne vokser sammen til et tæt tæppe, og kvelleren kvæles. Spredt i andelgræs-engen vokser også hindebæger, strand-asters, strand-trehage, sandkryb, hindeknæ (Spergularia maritima), strand-vejbred og andre tykbladede planter. Hvor landet indad bliver noget højere og mere tørt, afløses andelgræs-engen af harril-eng (sylteng, høj marsk), hvis vigtigste plante er harril-græs (Juncusi gerardi). Denne eng har en lav vegetation med smalle, stive, græslignende blade. Foruden harril-græs findes flere arter fra forrige bælte og tillige flere nye, hvoriblandt engelskgræs (Armeria maritima), rød svingel og strand-bynke. Længere inde forsvinder harril-græsset, og engen dannes især af engelskgræs og svingel.

### Brakvands- og ferskvandsmarsk
Der findes store områder med brakvands- og ferskvandsmarsk langs kysterne af Ringkøbing Fjord og Nissum Fjord. Bedst er forholdene undersøgt ved Ringkøbing Fjord. I fortiden var fjorden mere åben mod havet, vandet var mere salt vand, og der var tidevand. Senere er fjorden i større og større grad blevet afspærret, så fjorden ikke længere er tidevandspåvirket, ligesom saltholdigheden er faldet. Sedimentaflejringen foregår derfor kun ved højvande, der forårsages ved vestenvind og stærk tilstrømning fra åerne. Vandet indeholder kun små mængder faste bestanddele, og slikken indeholder kun få uorganiske stoffer, den dannes væsentlig af 'affald' fra fjordens plankton. Bundfældninger af sediment er derfor nu langt svagere end tidligere. I den sydlige del af fjorden findes brakvandsmarsk. Som første sliksamler virker en sparsom vegetation af vandaks (Potamogeton pectinatus) og havgræs (Ruppia maritima). Når bunden med disse planters hjælp er højnet noget, indfinder sig tuer af andelgræs (kveller-bæltet mangler), som under stadig forøget sliksamling vokser sammen til små øer. Med tiden bliver øerne større og kan til sidst blive landfaste. Imidlertid har der indfundet sig fioringræs (Agrostis stolonifera) og harril-græs, der efterhånden bliver dominerende ledsaget af væsentlig de samme planter som ved saltvandsmarsk. Sliksamlingen forøges kunstigt ved plantning af tagrør og Strandkogleaks og ved anlæg af diger lodret ud fra kysten. Omkring digerne opstår rolige vige, hvor slikken kan samle sig. Fra digernes rand kan planterne brede sig ud i vandet. Ved kysterne og på grundene i den øvrige del af fjorden dannes ferskvandsmarsk. Som første sliksamler virker her flere arter af Chara, Potamogeton og Myriophyllum, dernæst store bevoksninger af sumpstrå (Heleocharis palustris), kogleaks (flere arter), dunhammer, pindsvineknop og dynd-padderok, og når bunden er højnet, indfinder sig eng af fiorin-græs. Mange steder fremmes landdannelsen ved plantning af tagrør og kogleaks. Når marskdannelsen er nået til et vist punkt, der i reglen vil være afhængigt af sliklagets tykkelse, kan den inddiges og derved beskyttes mod det salte vand. Marsken kan nu benyttes både som eng og agerland.
Mange steder i Tyskland og Holland ligger overfladen betydelig under flodvandstanden, så afløb kun kan finde sted gennem sluser ved ebbetid. Flere steder, særlig i Holland, ligger den endog under ebbens vandstand, så vandet kun kan fjernes ved pumpning, Et stykke marsk, der er omgivet af et dige, kaldes en kog eller polder. Med brede grøfter er kogen opdelt i mindre stykker, fenner. De inddigede enge har et lavt, men tæt plantedække. Ved Højer er de dominerende planter Poa pratensis, Lolium perenne og Trifolium repens, altså en ganske anden vegetation end på den ubeskyttede marsk.